# 赵鹏飞
赵鹏飞（1920年2月1日—2005年1月31日），男，满族，直隶易县人，中华人民共和国政治人物。

## 生平
赵鹏飞是直隶省易县里仁庄村人。早年参加八路军工作团，后担任察哈尔省政府实业厅副厅长等职。
1950年，任北京市公营企业公司经理。1953年，升任北京市财经委员会副主任，后兼任全国人大常委会办公厅副主任。1960年，升任北京市人民委员会副市长。1963年，任国家房产管理局局长，后兼任中华人民共和国国务院副秘书长、第一副秘书长。1978年，任中共北京市委书记、北京市政协主席、北京市革命委员会副主任。1983年，任北京市人大常委会主任。